# Horseshoe Valley (Antarktika)
Das Horseshoe Valley (engl. „Hufeisen-Tal“) ist ein eisbedecktes Tal im Heritage Range, der südlichen Kette des Ellsworthgebirges in der Westantarktis. Das hufeisenförmige Tal wird durch die Berg- bzw. Hügelketten der Independence Hills, Marble Hills, Liberty Hills, Enterprise Hills, Douglas Peaks und Patriot Hills begrenzt.
Der Name des Tals wurde zuerst von amerikanischen Marine-Piloten benutzt, die in dieser Gegend flogen. Eine Forschungsexpedition der University of Minnesota, die das Gebiet in den Jahren 1962–63 besuchte, schlug nach der Rückkehr vor, den Namen als offizielle Bezeichnung aufzunehmen. Das Advisory Committee on Antarctic Names kam diesem Vorschlag im Jahr 1965 nach.
In den Jahren 1996 und 1997 wurden im Rahmen des vom Chilenischen Antarktis-Instituts geförderten Projekts „Glaciologic studies at Patriot Hills, Antarctica“ mittels Bodenradar erstmals genaue Messungen der Eisdecke im Horseshoe Valley vorgenommen. Außerdem maß man mittels GPS den Eisfluss und die Oberflächen-Topographie des Tales.